# Out of Exile
Albums de Audioslave
Audioslave
(2002) Revelations
(2006)
Singles
1. Be Yourself
Sortie : 2 février 2005
2. Your Time has Come
Sortie : 3 mai 2005
3. Doesn't Remind Me
Sortie : 5 juillet 2005
4. Out of Exile
Sortie : novembre 2005

Out of Exile est le deuxième album du groupe rock américain Audioslave. Il est sorti le 23 mai 2005 sur les labels Interscope et Epic Records et a été produit par Rick Rubin et le groupe.

## Historique
Cet album fut enregistré entre juillet 2004 et janvier 2005 en Californie aux Cello Studios & Sunset Sound Recorders à Hollywood et à l'Akadamie Mathematique of Philosophical Sound Research de Los Angeles.
Quatre singles furent tirés de l'album, Be Yourself, Your Time Has Come, Doesn't Remind Me et Out of Exile. Doesn't Remind Me fut nommé aux Grammy Awards dans la catégorie Best Hard rock performance mais c'est le groupe System of a Down qui remporta la récompense avec le titre B.Y.O.B..
Il se classa à la première place du Billboard 200 aux États-Unis ainsi que dans les charts canadiens, néo-zélandais et norvégiens.
Your Time Has Come et Man or Animal sont dans la bande originale du jeu vidéo FlatOut 2.

## Liste des titres
Tous les musiques sont signées par le groupe et les textes par Chris Cornell.
1. Your Time Has Come - 4:15
2. Out of Exile - 4:52
3. Be Yourself - 4:38
4. Doesn't Remind Me - 4:15
5. Drown Me Slowly - 3:54
6. Heaven's Dead - 4:36
7. The Worm - 3:56
8. Man or Animal - 3:52
9. Yesterday to Tomorrow - 4:34
10. Dandelion - 4:38
11. #1 Zero - 5:00
12. The Curse - 5:10

## Musiciens
- Chris Cornell - Chant
- Tim Commerford - Basse
- Brad Wilk - Batterie
- Tom Morello - Guitare

## Production
- Produit par le groupe et Rick Rubin
- Mixé par Brendan O'Brien.
- Assisté par Billy Bowers.
- Mastering par Stephen Marcussen à Marcussen Mastering.
- Couverture de l'album par Antony Nagelmann.
- Direction artistique par Robert Fisher.
- Photographie par Ethan Russell.

## Charts & certifications
| Pays             | Durée du classement | Meilleur classement |
| ---------------- | ------------------- | ------------------- |
| Allemagne        | 12 semaines         | 6e                  |
| Australie        | 13 semaines         | 3e                  |
| Autriche         | 12 semaines         | 8e                  |
| Belgique (W)     | 4 semaines          | 44e                 |
| Belgique (V)     | 9 semaines          | 35e                 |
| Canada           | 4 semaines          | 1er                 |
| Danemark         | 9 semaines          | 5e                  |
| Espagne          | 5 semaines          | 17e                 |
| États-Unis       | 39 semaines         | 1er                 |
| Finlande         | 14 semaines         | 5e                  |
| France           | 17 semaines         | 31e                 |
| Italie           | 10 semaines         | 8e                  |
| Norvège          | 15 semaines         | 1er                 |
| Nouvelle-Zélande | 15 semaines         | 1er                 |
| Pays-Bas         | 13 semaines         | 10e                 |
| Portugal         | 4 semaines          | 7e                  |
| Royaume-Uni      | 5 semaines          | 5e                  |
| Suède            | 14 semaines         | 2e                  |
| Suisse           | 13 semaines         | 7e                  |

| Pays             | Certification | Ventes      | Date       |
| ---------------- | ------------- | ----------- | ---------- |
| Australie        | Platine       | 70 000 +    | 2007       |
| Canada           | Platine       | 100 000 +   | 27/06/2005 |
| États-Unis       | Platine       | 1 000 000 + | 14/07/2005 |
| Nouvelle-Zélande | Platine       | 15 000 +    | 30/05/2005 |
| Royaume-Uni      | Or            | 100 000 +   | 22/07/2013 |

### Charts singles
| année | Titre                | Chart                  | Position |
| ----- | -------------------- | ---------------------- | -------- |
| 2005  | Be Yourself          | Hot 100                | 32e      |
| 2005  | Be Yourself          | Mainstream Rock Tracks | 1er      |
| 2005  | Be Yourself          | Digital Songs          | 13e      |
| 2005  | Be Yourself          | Alternative Songs      | 1er      |
| 2005  | Be Yourself          | Radio Songs            | 56e      |
| 2005  | "Your Time Has Come" | Mainstream Rock Tracks | 12e      |
| 2005  | "Your Time Has Come" | Alternative songs      | 12e      |
| 2005  | "Doesn't Remind Me"  | Hot 100                | 68e      |
| 2005  | "Doesn't Remind Me"  | Digital Songs          | 66e      |
| 2005  | "Doesn't Remind Me"  | Radio songs            | 75e      |
| 2005  | "Doesn't Remind Me"  | Mainstream Rock Tracks | 2e       |
| 2005  | "Doesn't Remind Me"  | Alternative Songs      | 3e       |
| 2006  | "Out of Exile"       | Mainstream Rock Tracks | 9e       |
| 2006  | "Out of Exile"       | Alternative Songs      | 14e      |

| Date | Single            | Chart              | Durée du classement | Position |
| ---- | ----------------- | ------------------ | ------------------- | -------- |
| 2005 | Be Yourself       |                    |                     |          |
| 2005 | Be Yourself       | Single Top 100     | 2 semaines          | 87e      |
| 2005 | Be Yourself       | ARIA Charts        | 2 semaines          | 34e      |
| 2005 | Be Yourself       | Ö3 Austria Top 40  | 1 semaine           | 73e      |
| 2005 | Be Yourself       | Top 100            | 6 semaines          | 74e      |
| 2005 | Be Yourself       | FIMI               | 2 semaines          | 40e      |
| 2005 | Be Yourself       | RMNZ Singles Top40 | 3 semaines          | 38e      |
| 2005 | Be Yourself       | Mega Top 50        | 3 semaines          | 91e      |
| 2005 | Be Yourself       | Sverigetopplistan  | 4 semaines          | 48e      |
| 2005 | Be Yourself       | UK Singles Chart   | 2 semaines          | 40e      |
| 2005 | Doesn't Remind Me | Mega Top 50        | 3 semaines          | 92e      |
| 2005 | Doesn't Remind Me | UK Singles Chart   | 1 semaine           | 93e      |

## Distinction

### Nomination
- Grammy Awards 2006 : Meilleure prestation hard rock pour Doesn't Remind Me